# L.I.F.E.
L.I.F.E. è il quarto singolo estratto dall'album di debutto di Lil Mama, Voice of the Young People.
Il video musicale è stato trasmesso per la prima volta il 30 aprile 2008 su Yahoo! Music.